# Holcolaetis cothurnata
Holcolaetis cothurnata är en spindelart som först beskrevs av Carl Eduard Adolph Gerstäcker 1873.  Holcolaetis cothurnata ingår i släktet Holcolaetis och familjen hoppspindlar. Inga underarter finns listade i Catalogue of Life.